# Арыс
Ары́с или Ары́сь — город (до 1956 года посёлок) в Туркестанской области Казахстана. Входит в состав Шымкентской агломерации.

## История
Арысь основан в 1900 году как станция на железнодорожной линии Оренбург — Ташкент. На здании железнодорожного вокзала, построенного в 1901-1904 годах, до сих пор сохранились вензеля императора Николая II.
В марте 2009 года в НПО «Казарсенал» от взрыва погибли 3 человека. 26 июня 2014 года на предприятии по утилизации боеприпасов взорвался порох, погибли 2 человека. В ноябре 2015 года на полигоне во время уничтожения отходов произошла детонация взрывчатки. В результате погиб 1 человек (технолог).
24 июня 2019 года на территории воинской части произошёл взрыв, ударной волной были повреждены близлежащие здания. Всё население города (свыше 45 000 человек) было эвакуировано. Погибло 4 человека, было госпитализировано 89 человек.

## География
Площадь территории, подчинённой городской администрации, составляет 6300 км². Находится на левобережье реки Арыси (приток Сырдарьи).
Крупная узловая железнодорожная станция, связывающая линию Оренбург и Ташкент с Алматинским направлением.

## Административно-территориальное деление
Арыс с сельской зоной является городом областного подчинения и включает 6 сельских округов:
1. Акдалинский сельский округ.
2. Баиркумский сельский округ.
3. Дармениский сельский округ.
4. Жиделинский сельский округ.
5. Задарьинский сельский округ.
6. Монтайтасский сельский округ.

## Население
Национальный состав (на начало 2019 года):
- казахи — 71 542 чел. (96,35 %)
- русские — 1705 чел. (2,30 %)
- узбеки — 229 чел. (0,31 %)
- азербайджанцы — 174 чел. (0,23 %)
- татары — 252 чел. (0,34 %)
- персы — 169 чел. (0,23 %)
- другие — 181 чел. (0,24 %)
- всего — 74 252 чел. (100,00 %)

## Экономика
Наиболее крупными предприятиями города являются предприятия железнодорожного транспорта. На территории станции Арысь сконцентрированы ремонтные и локомотивные предприятия, обслуживающие железнодорожную отрасль (шпалопропиточный завод, ремонтные и локомотивные депо, путевые предприятия и др.)
Основными направлениями сельскохозяйственного производства являются производство мяса, молока, выращивание хлопка-сырца, овощей и бахчевых культур. В 2005 году была принята Программа развития города Арыси. Экономика города развивается в соответствии со среднесрочным планом социально-экономического развития.

## Известные жители и уроженцы
- Саликбаев, Ауэзхан (1929—2020) — Герой Социалистического Труда.
- Коркешко Василий Валерьевич (род. 1985) — Российский учёный, врач, руководитель медицинской клиникой в городе Москва.
- Шукурбеков, Боранбек (род. 1935) — Герой Социалистического труда, депутат Верховного Совета СССР 11 созыва.
- Усенбаева, Нуржамал Пернебековна (род. 1959) — оперная певица, народная артистка Казахстана и Татарстана.
- Джакипбекова, Нагима Орманбековна (род. 1960) — советский и казахстанский учёный.
- Жаппаркуль, Жазира Абдрахмановна (род. 1993) — казахстанская тяжелоатлетка, серебряная призёрка Олимпийских игр 2016 года.
- Журинов, Мурат Журинович (род. 1941) — советский и казахстанский учёный, химик, президент Национальной академии наук Республики Казахстан.
- Третьяков, Игорь Борисович (род. 1978) — российский теплофизик, лауреат Всероссийского конкурса «Инженер года — 2014» по версии «Профессиональные инженеры»[4].
- Мушкарёв, Михаил Семёнович (род. 1919) — начальник штаба 15 гвардейского воздушно-десантного стрелкового полка 4-й Гвардейской воздушно-десантной дивизии[11].
- Дегтярёв, Геннадий Матвеевич (1932-2016) - доктор технических наук, профессор, Заслуженный деятель науки и техники РФ.

## Главы
| Имя                                | Годы         |
| ---------------------------------- | ------------ |
| Айтаханов, Куаныш Айтаханулы       | 1992—1993    |
| Куртаев, Алимжан Сейтжанович       | 1993—1999    |
| Сатымбеков, Шаймерден Турсунбаевич | 1999—2005    |
| Салыкбаев, Пернехан Ауезханович    | 2005—2006    |
| Таукебаев, Серик Шауенович         | 2006—2008    |
| Сыдыков, Канат Жамалбекович        | 2009—2012    |
| Сатымбеков, Шаймерден Турсунбаевич | 2012—2013    |
| Ертай, Сеит Мырзакулулы            | 2013—2016    |
| Кадырбек, Мурат Болатулы           | 2016—2021    |
| Курманбекова, Гульжан Мамытовна    | 2021—2024    |
| Манкараев, Кайсар Закирович        | 2024 — н. в. |

## Галерея

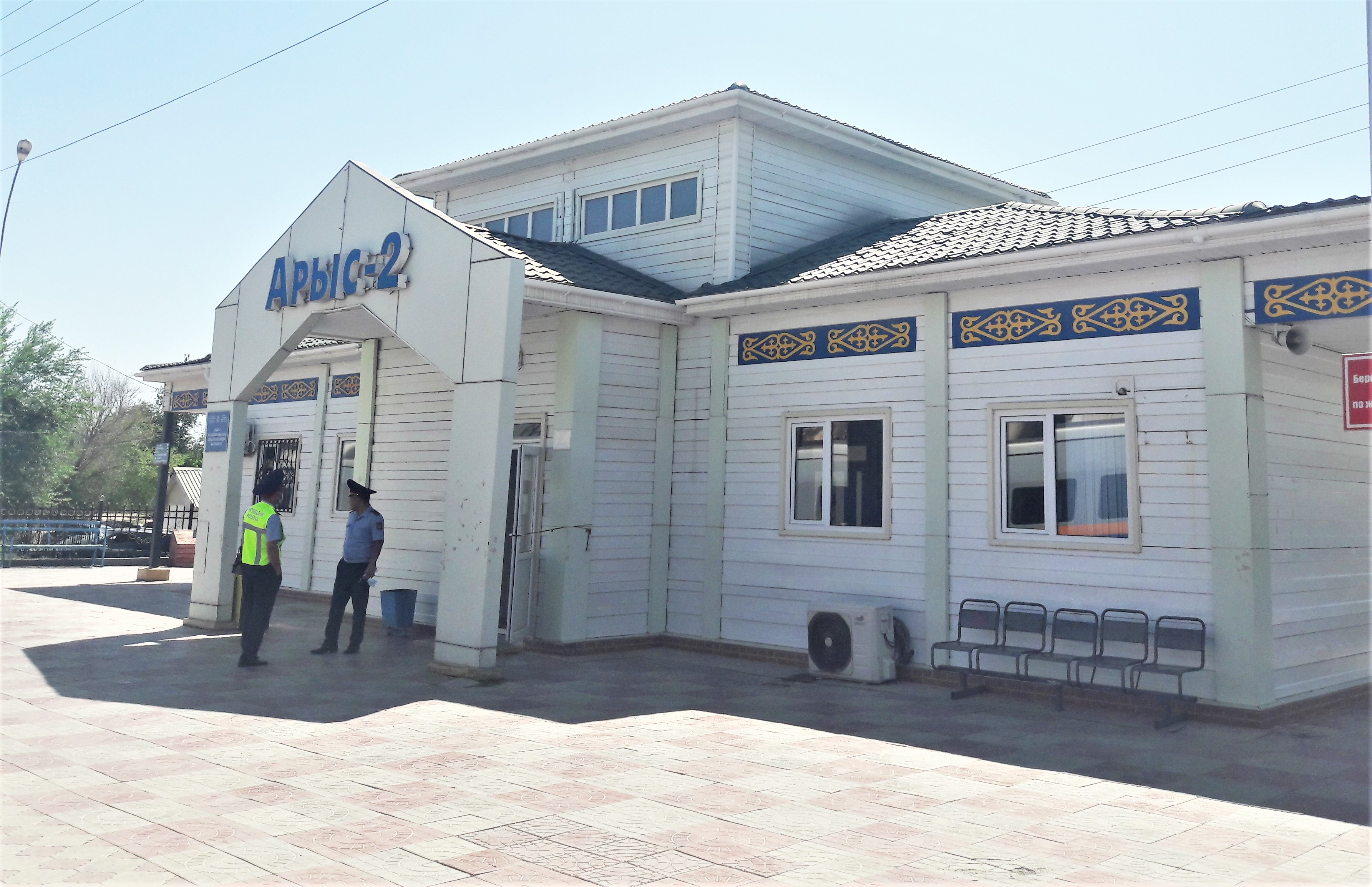
Станция Арыс 2
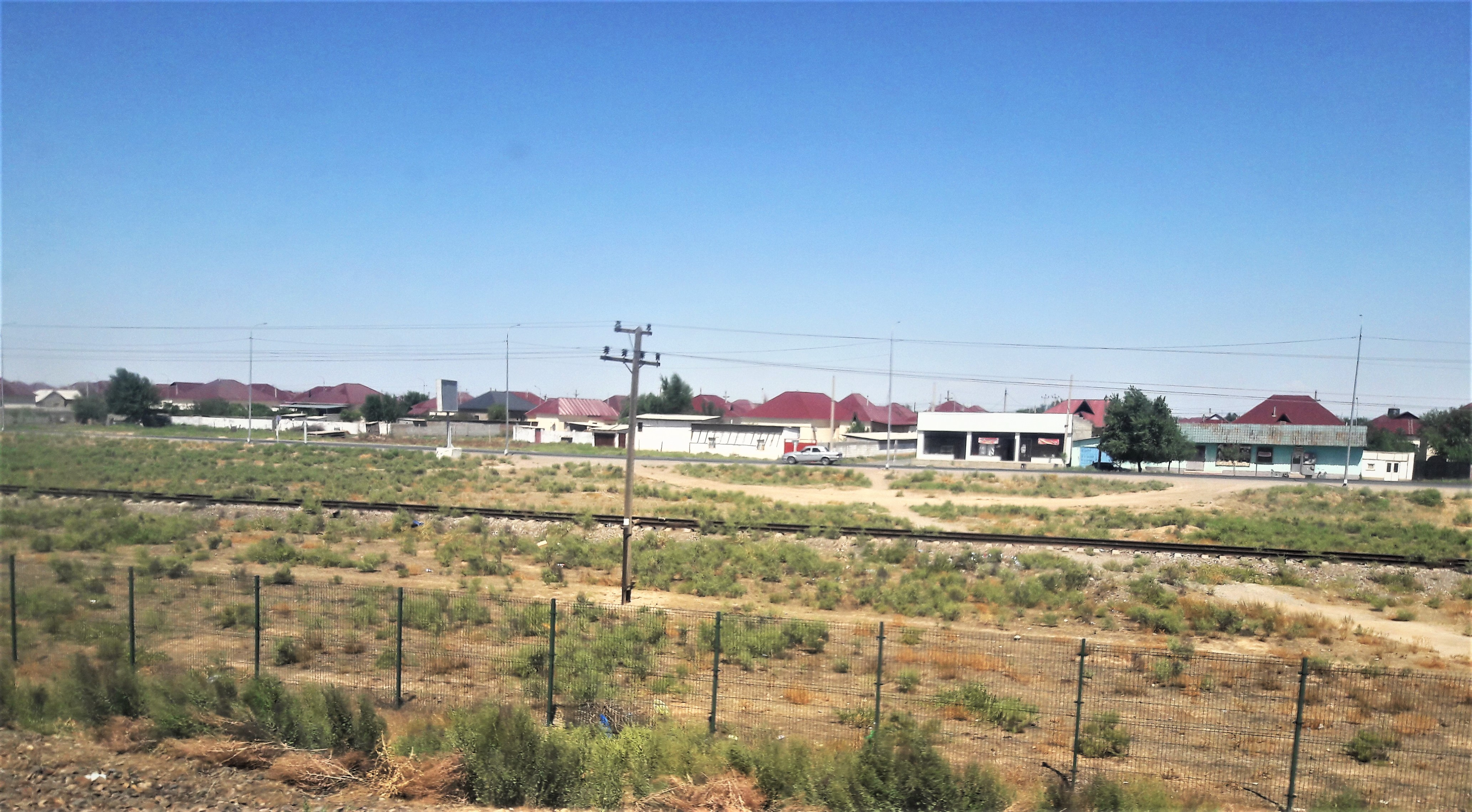
Арыс
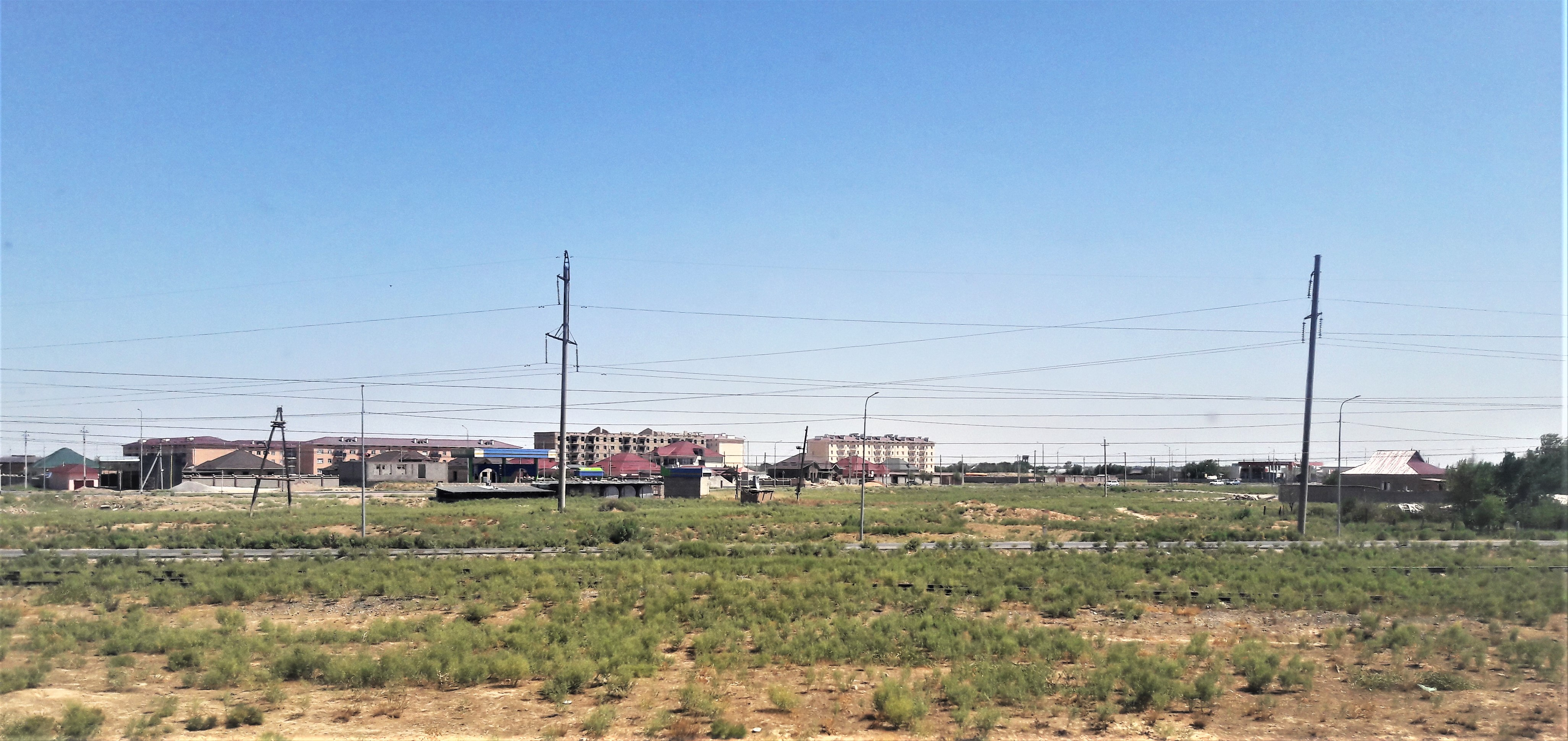
Арыс
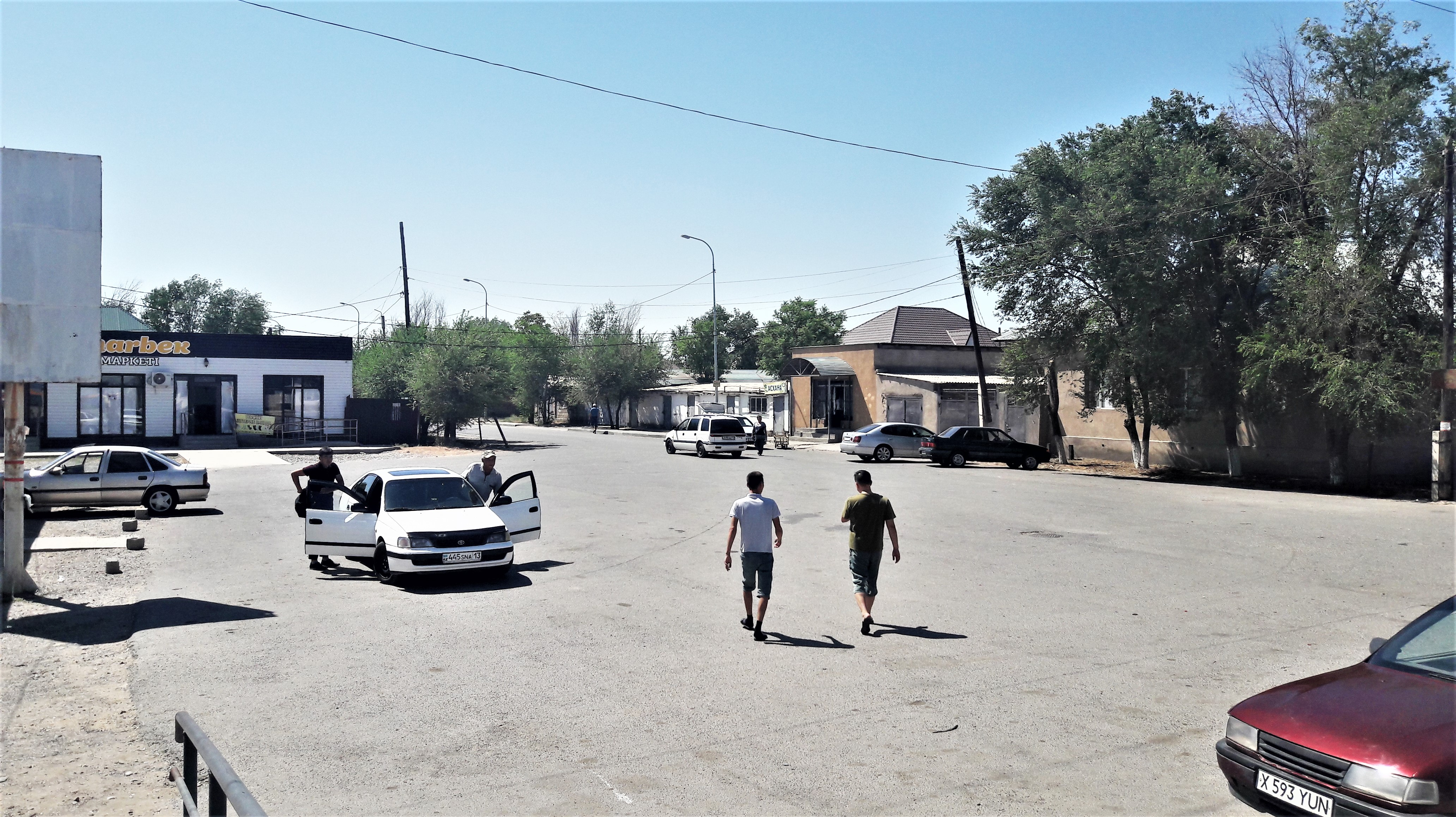
Арыс